# Худяков, Александр Георгиевич
Александр Георгиевич Худяков (1924, Республика Коми — 30 января 1945, Калининградская область) — наводчик орудия 91-го гвардейского стрелкового полка 33-й гвардейской стрелковой дивизии 2-й гвардейской армии 4-го Украинского фронта, гвардии рядовой; наводчик орудия 91-го гвардейского стрелкового полка 33-й гвардейской стрелковой дивизии 2-й гвардейской армии 1-го Прибалтийского фронта, гвардии сержант.

## Биография
Родился в 1924 году в деревне Выльвидзь Удорского района Республики Коми в семье крестьянина. Коми. Член ВКП с 1945 года. Образование начальное. Работал в колхозе.
В Красной Армии и в боях Великой Отечественной войны с октября 1942 года.
Наводчик орудия 91-го гвардейского стрелкового полка гвардии рядовой Александр Худяков при освобождении города Севастополь 7-9 мая 1944 года точным огнём разбил две автомашины с боеприпасами, 37-миллиметровую пушку, шесть пулемётов, два дзота, три наблюдательных пункта и истребил свыше двадцати солдат и офицеров врага. Приказом от 14 мая 1944 года «за образцовое выполнение заданий командования в боях с немецко-фашистскими захватчиками» гвардии красноармеец Худяков Александр Георгиевич награждён орденом Славы 3-й степени.
5 октября 1944 года гвардии сержант Александр Худяков в том же боевом составе в бою в районе населённого пункта Шадвидзе прямой наводкой уничтожил три блиндажа, три пулемёта с их расчётами и рассеял до взвода пехоты противника. Приказом от 1 декабря 1944 года «за образцовое выполнение заданий командования в боях с немецко-фашистскими захватчиками» гвардии сержант Худяков Александр Георгиевич награждён орденом Славы 2-й степени.
30 января 1945 года при отражении контратак пехоты и танков противника у населённого пункта Метгетен в составе расчёта орудия вывел из строя два пулемёта, два наблюдательных пункта противника, истребил и рассеял до взвода пехоты, чем содействовал стрелковым подразделениям в отражении двух контратак.
Указом Президиума Верховного Совета СССР от 19 апреля 1945 года «за образцовое выполнение заданий командования в боях с немецко-фашистскими захватчиками» гвардии сержант Худяков Александр Георгиевич награждён орденом Славы 1-й степени, став полным кавалером ордена Славы.
Погиб в бою 30 января 1945 года. Похоронен в посёлке Свободное Черняховского района Калининградской области.
Награждён орденами Красной Звезды, Славы 1-й, 2-й и 3-й степеней, медалями.